# Patrick Koller (Basketballspieler)
Patrick Koller (* 11. Mai 1972 in Freiburg im Üechtland) ist ein Schweizer Basketballfunktionär und ehemaliger -spieler sowie -trainer.

## Laufbahn
Koller, ein Sohn aus der Slowakei stammender Eltern, wurde in Freiburg im Üechtland geboren, kehrte mit seiner Familie für einige Monate in die Slowakei zurück und wuchs dann ab 1973 in der Schweiz auf. Sein Vater Robert Koller war Basketballspieler und -trainer bei Fribourg Olympic.
Koller spielte in der Nachwuchsbewegung von Villars Basket, zu seinen Mannschaftskameraden gehörte Harold Mrazek. Für Fribourg Olympic spielte Koller, ein 1,87 Meter grosser Aufbauspieler, von 1991 bis 1999 in der Nationalliga A und wurde 1991, 1997, 1998 und 1999 Schweizer Meister. Von 1999 bis 2001 zählte er zum Aufgebot der Lugano Tigers, mit denen er 2000 und 2001 den Meistertitel gewann sowie in der Euroleague antrat.
Er gehörte jahrelang zum Stamm der Nationalmannschaft, mit der er mehrere Qualifikationsrunden für Europameisterschaften bestritt. Er war Kapitän der „Nati“.
Koller war während seiner Basketballkarriere nie Vollprofi, sondern absolvierte ein Studium der Wirtschafts- und Sozialwissenschaften und arbeitete nebenbei unter anderem in den Bereichen Medien und Kommunikation, darunter für Radio Fribourg. Während seiner Zeit in Lugano war er bei der Gotthard-Bank angestellt.
Als Cheftrainer (teils als Spielertrainer) erreichte er mit Fribourg Olympic zwischen 2001 und 2005 vier Mal die Endspielserie um die Schweizer Meisterschaft, wurde mit seiner Mannschaft aber jeweils Zweiter. 2010 führte er Starwings Basket Regio Basel zum Gewinn des nationalen Pokalwettbewerbs, während er hauptberuflich als Geschäftsführer eines Kommunikationsunternehmens tätig war.
Im Mai 2011 trat er beim Internationalen Basketball-Verband (FIBA) die Stelle des Kommunikationsdirektors an.

## Fussnoten
1. 1 2 3 4  Jacques Wullschleger: Patrick Koller, ancien basketteur - Coopération. In: cooperation.ch. 23. Juni 2015, abgerufen am 30. August 2018 (französisch).
2. ↑  Das Duell zweier Basketball-Kulturen. In: Freiburger Nachrichten - News aus Freiburg. (freiburger-nachrichten.ch [abgerufen am 30. August 2018]).
3. ↑  KOLLER, PATRICK - Welcome to EUROLEAGUE BASKETBALL. Abgerufen am 30. August 2018 (englisch).
4. ↑  Patrick Koller profile, European Championship for Men 1997 | FIBA.COM. In: FIBA.COM. Abgerufen am 30. August 2018 (englisch).
5. ↑  Série d’été: la reconversion des sportifs d’élite - Radio - Play RTS. Abgerufen am 30. August 2018 (französisch).
6. ↑  Trainer Patrick Koller verlässt die Starwings | Starwings Basket Regio Basel. Abgerufen am 30. August 2018.
7. ↑  Former Swiss national Koller appointed communications boss at FIBA. Abgerufen am 30. August 2018 (englisch).

| Personendaten    | Personendaten                               |
| ---------------- | ------------------------------------------- |
| NAME             | Koller, Patrick                             |
| KURZBESCHREIBUNG | Schweizer Basketballfunktionär und -spieler |
| GEBURTSDATUM     | 11. Mai 1972                                |
| GEBURTSORT       | Freiburg im Üechtland                       |